# Carex luzulifolia
Carex luzulifolia är en halvgräsart som beskrevs av William Boott. Carex luzulifolia ingår i släktet starrar, och familjen halvgräs. Inga underarter finns listade i Catalogue of Life.